# جورجي إيفانوف (لاعب كرة قدم)
جورجي إيفانوف (بالبلغارية: Георги Иванов - Гонзо)‏ (مواليد 2 يوليو 1976) هو لاعب كرة قدم. يلعب مع منتخب بلغاريا لكرة القدم. سبق له أن لعب في كأس العالم لكرة القدم مع منتخب بلاده.

## مسيرته الكروية
لعب جورجي إيفانوف خلال مسيرته الاحترافية مع 6 أندية في عشرون موسمًا وسجل خلالها 132 هدف ضمن 334 مباراة. حيث فاز في أربعة مواسم بالكأس وفي ستة مواسم بالدوري.
خاض جورجي إيفانوف مسيرته مع نادي لوكوموتيف بلوفديف في موسم 1992–93 ليلعب معه خمسة مواسم، مشاركًا في 64 مباراة سجل خلالها 16 هدفًا. ثم انتقل إلى نادي ليفسكي صوفيا في موسم 1997–98 في المرة الأولى لمدة موسم واحد ثم في موسم 2003–04 ليلعب معه أربعة مواسم ثم في موسم 2005–06 واستمر معه طيلة ثلاثة مواسم ثم في موسم 2008–09 لمدة موسم واحد، حيث شارك طوالها في 182 مباراة سجل خلالها 105 هدف. لينتقل بعدها إلى نادي ستاد رين في موسم 2002–03 لمدة موسم واحد، مشاركًا في 12 مباراة ولم يسجل أي هدف. ثم انتقل إلى نادي سامسون سبور في موسم 2004–05 ولمدة موسمين، مشاركًا في 29 مباراة سجل خلالها 4 أهداف. هذا وانتقل لاحقًا إلى نادي رييكا في موسم 2006–07 ولمدة موسمين، مشاركًا في 34 مباراة سجل خلالها 6 أهداف.

## روابط خارجية
- جورجي إيفانوف على موقع اتحاد تركيا (لاعب) (الإنجليزية)
- جورجي إيفانوف على موقع قاعدة بيانات كرة القدم.إي يو (الإنجليزية)
- جورجي إيفانوف على موقع ناشيونال فوتبول تيمز (الإنجليزية)
- جورجي إيفانوف على موقع Soccerway.com (الإنجليزية)
- جورجي إيفانوف على موقع عالم كرة القدم.نت (الإنجليزية)